# Ngựa Spiti
Ngựa Spiti là một giống ngựa miền núi nhỏ hoặc ngựa lùn có nguồn gốc từ Himachal Pradesh ở miền bắc Ấn Độ. Nó lấy tên từ sông Spiti, và được tìm thấy chủ yếu ở các quận Kullu, Lahaul và Spiti và Kinnaur của bang.
Số lượng của giống ngựa Spiti được báo cáo vào năm 2004 là 4000 con; số lượng cá ngựa giống này được cho là đang suy giảm nhanh chóng và cần bảo tồn khẩn cấp.:76 Năm 2007, tình trạng bảo tồn của nó được ghi nhận bởi Bộ Nông nghiệp và Thực phẩm. Tổ chức Liên hợp quốc (FAO) là "không có nguy cơ".

## Chăn nuôi
Ở vùng Spiti, phương pháp quản lý chăn nuôi truyền thống là cho một nhóm làng chỉ sử dụng một con ngựa đực giống để bao gồm tất cả các con ngựa cái; một con ngựa khác nhau được sử dụng mỗi năm.:7

## Đặc điểm
Ngựa Spiti có một số điểm tương đồng với các giống ngựa Mông Cổ và ngựa Tây Tạng;:201 Phân tích đa dạng di truyền cho thấy giống ngựa này gần giống với ngựa Zanskari, chiếm một phạm vi tương tự ở dãy Himalaya. Một số trao đổi giữa hai giống được ghi lại.:5 Tuy nhiên, giống Spiti không thích nghi tốt với độ cao rất cao.
Giống ngựa là một giống ngựa núi nhỏ, mạnh mẽ, thích nghi tốt với môi trường khắc nghiệt của dãy núi Himalaya. Nó nhanh và khỏe khoắn trên địa hình núi, di chuyển an toàn trên băng, có sức chịu đựng tốt và khả năng chống lạnh và chống lại bệnh tật.:76 Giống ngựa này được sử dụng với vai trò động vật vận chuyển và cưỡi.:76 Các màu lông thông thường là màu hồng ngựa, đen, đốm màu và xám.:77